# U大道車站 (BMT布萊頓線)
U大道車站（英語：Avenue U station）是紐約地鐵BMT布萊頓線的一個慢車地鐵站，位於布魯克林霍姆克雷斯特及羊群頭灣介乎東15街及東16街之間的U大道，設有Q線（任何時候停站）列車服務。

## 車站結構
| 月台層 | 側式月台 | 側式月台                           |
| 月台層 | 北行慢車 | ← 往96街 (金斯公路)                |
| 月台層 | 北行快車 | ← 不停靠                           |
| 月台層 | 南行快車 | → 不停靠 →                         |
| 月台層 | 南行慢車 | → 往康尼島-斯提威爾大道 (尼克路) → |
| 月台層 | 側式月台 |                                    |
| G      | 街道層   | 出入口、閘機、MetroCard自動售票機  |

此站位於地壘上，設有兩個側式月台和四條軌道。兩條中央軌道在平日B線快速列車營運時使用。

## 外部連結

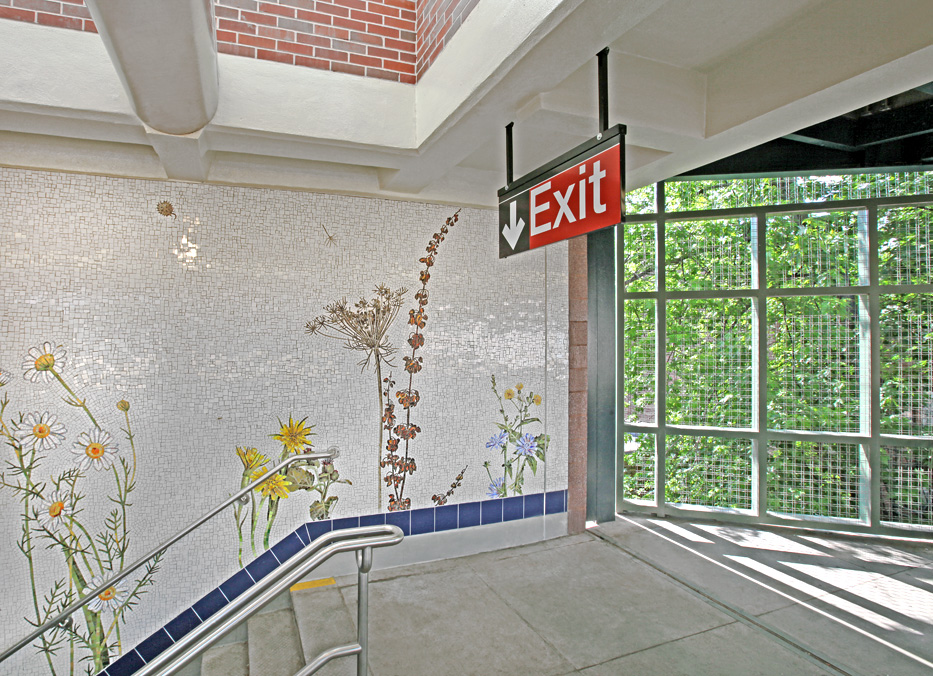
Artwork by Jason Middlebrook

- 维基共享资源上的相關多媒體資源：U大道車站
- nycsubway.org—BMT Brighton Line: Avenue U
- Station Reporter — Q Train
- The Subway Nut — Avenue U Pictures （页面存档备份，存于）
- Flickr - Brooklyn Wildfires （页面存档备份，存于）
- Avenue U entrance from Google Maps Street View （页面存档备份，存于）
- Platforms from Google Maps Street View